# 出雲大社大阪分祠

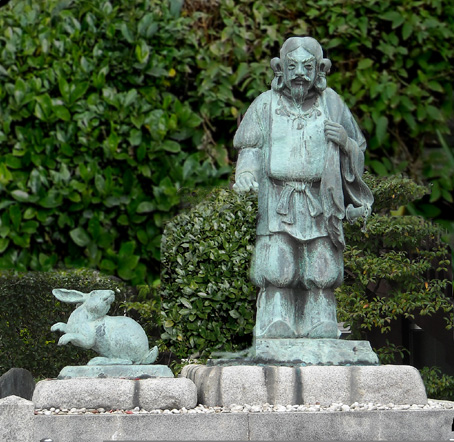
境内にある大黒天と白兎の像

出雲大社大阪分祠（いずもおおやしろおおさかぶんし）とは、大阪府堺市東区にある神社である。

## 概要
島根県の出雲大社からの分祠ではあるが、大国主命に加えて、大阪分祠となる前から火之迦倶槌神を主祭神としており、縁結び・悪因縁解除などに御利益のある神社として有名である。
出雲大社大阪分祠は一般の神社と異なり、独立した宗教法人（出雲大社教）である。

## 歴史
- 1946年（昭和21年）春　 - 初代教主・吉村亀治が愛宕大権現・河内分社として創建。主祭神：火之迦倶槌神
- 1948年（昭和23年）9月- 出雲大社より大国主命の御分霊拝受。
- 1949年（昭和24年）4月 - 出雲大社教・河内教会となる。
- 1956年（昭和31年）12月 - 出雲大社教・河内大教会となる。
- 1958年（昭和33年）12月 - 出雲大社大阪分祠に昇格。
- 1960年（昭和35年）12月 - 大鳥居　完成
- 1962年（昭和37年）6月 - 本殿・旧神楽殿　竣功／出雲大社より新たに御分霊拝受。
- 1965年（昭和40年）9月 - 旧祖霊社　竣功
- 1966年（昭和41年）9月 - 本庁より拝受の幽冥主宰大神御神体、旧祖霊社に配祀
- 1985年（昭和60年）4月 - 初代教主・吉村亀治　帰幽
- 1989年（平成元年）5月 - 新神楽殿・教主殿　竣功
- 1995年（平成7年）3月 - 新祖霊社　竣功
- 1995年（平成7年）5月 - 出雲大社教墓地内に大阪分祠霊廟を建立
- 1995年（平成7年）5月 - 旧祖霊社、金剛不動明王社となる。

## 施設
- 本殿や拝殿のほか、神楽殿、祖霊社、金剛不動明王社を有する。
- 神楽殿には、祭神のうちの一体、罔象女神の御神水である「神和水」が湧いており、田畑の作物の育成や、病気平癒や身体健康のためにと、参拝者は拝受し持ち帰っている。
- 祖霊社の隣には、旧祖霊社であった金剛不動明王社があり、この二社は内部でつながっている。
- 金剛不動明王社・祖霊社で配布されている「清浄」という拝詞には、光明真言、不動剣文、不動尊祈り経、不動明王慈救咒、八大龍王真言、観音経偈、般若心経という修験道系の真言・経文が引用されており、前社内には金剛界・胎蔵界曼荼羅があることから分かるように、本分祠では神仏習合している。

## 大阪分祠の神仏習合と修験道との関わり

### 初代教主・亀治と愛宕神社
初代教主・亀治の祖父・吉村利吉は、13歳から大峰山に登拝し、後に大阪に末廣講を組織し大先達となった人物で、洞川・龍泉寺（真言宗醍醐派＝当山派修験）の住職の位を有しており、父の龍蔵も講元を務めた先達で、副住職の位を有していた。教主・亀治の命名も、利吉の夢枕に役行者が立ち、杖で「亀治」と書いたことに基づく。また、現在の大阪府池田市の五月山にある愛宕神社との関わりが重要な意味を持っている。ちなみに、この地の愛宕神社には、当時、祭神として火之迦倶槌神・武甕槌神が祀られ、摂社には大国主命、不動明王、歓喜天、役行者が祭神として祀られていた。
昭和10年ごろ、地域の青年団で箕面山にハイキングに出かけたとき、教主が道に迷い、五月山に出てしまったついでに愛宕神社に詣でた際に、愛宕神社を当時預かっていた内海敏勝に「火之迦倶槌大神様がお前を呼び寄せられたのだ。お前は火之迦倶槌大神さんや」「この御剣を持って、わしの後を継いで河内の地で教えを広めて欲しい」との依頼を受けて以来、神の道に入るため、この地へ通うことになり、終戦で軍隊生活を終えると同時に、復員時には既に内海は他界していたので、その妻から御剣を受け継ぎ、河内・初芝の地で開教することとなる。なお、この御剣とは、内海夫妻が石上神宮の桃ノ尾の滝で修行し満願の際に神宮より賜った二振の一つである。
ちなみに愛宕神社は、神仏分離以前は愛宕権現＝愛宕修験の神社であったが、神仏分離以降は、全国の愛宕社の多くが、若宮（愛宕山太郎坊大権現）に祭られていた火之迦倶槌神を初めとする神々を祀る神道の愛宕神社となっている。

### 愛宕大権現河内分社から出雲大社大阪分祠へ
敗戦を機に、神道十三派に限られていた宗教団体も「信教の自由」から、いかなる宗教法人も設立可能になったわけだが、愛宕大権現河内分社は、そのまま宗教法人化することなく、新たに出雲大社大阪分祠となった。池田五月山愛宕神社の麓にあった出雲大社教池田教会で神道作法を学んだ縁もあり、そこが出雲大社教本庁との仲立ちをした訳だが、出雲大社大阪分祠となった経緯について、吉村亀治・初代教主は「（火之迦倶槌神の神徳で）悪因縁を切るだけでは人助けは十分ではない。悪因縁を切った後に（大國主大神のご神徳で）よい縁を結んでこそ救いは完全なものになる」からだと語っている
とはいえ、出雲大社教に参入した後も祭神は火之迦倶槌神であることには変わりはなく、大國主大神も加わって、主要祭神が二つになったという形が、大阪分祠の特徴であり、また、地域の実情に合わせたバリエーションを認める出雲大社教の特徴であるとも言える。京都女子大名誉教授の芝丞は「われわれにとって真実の宗教は何故神道でなければならないか。そして、その神道は何故習合神道でなければならず、出雲大社大阪分祠であるのか。そして、その習合神道も真言密教との習合神道なのか。このような問題を深く深く追究自覚することは、われわれ信徒の努めでなければならない」と述べている。

例えば、大阪分祠のお守りを例に取ると、これは出雲大社の「肌守」とされているものと、大阪分祠の火之迦倶槌神のお守りで、中臣祓と般若心経の二つの小紙をサンドイッチしたものが守り袋に入れられたものであり、本社や他分祠では授与されていない独自のものである。大祓が穢れを祓うということに重きを置いているということは、本来は清浄であるものが穢れているのだから、それを祓うことによって清浄たり得るということである。一方で、般若心経はいわゆる中観派仏教の教えである「空」の思想を表現している訳だが、諸法皆空であれば、穢れた凡夫も本来は「自性清浄」なのだから仏教修行によって清浄たり得るということになる。すなわち菩提心の種子＝可能性を宿しているということになる。つまり、この両者は、仏教で言う「如来蔵思想」を共に肯定して繋がっていることになる訳で、極めて単純化すれば、同じ理想を追究していることになり、この独自のお守りが出雲大社大阪分祠の神仏習合思想の精髄を表す、いわば物的証拠の一つとなっている。

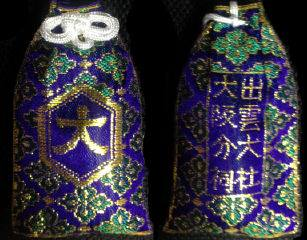
出雲大社大阪分祠独自のお守り

現在も、昭和48年に設立された吉峯講という大阪分祠の行者講があり、大峯山に登拝している。
平成7年3月に新祖霊社が完成した折、旧祖霊社の用途が話し合われ、愛宕神社では本殿に火之迦倶槌神が祀られ、境内末社に不動明王が祀られていることに倣い、旧祖霊社で不動明王を祭祀することに決し、同5月に修験道の古式に則り、分祠長以下吉峯講講員参加のもと、開眼供養が行われ、金剛不動明王社が開創された。開眼式で、分祠長は「祖霊社に鎮まられますご先祖様の霊魂は、不動明王様の霊魂を清浄にするお力によりお清めいただき、早く神の位についていただく」と述べており、こうして火生三昧に住する不動明王と火の神・火之迦倶槌神を合わせ祀り、火による浄化という点で神仏習合している。
春秋の例大祭の翌日に行われる柴灯護摩には山伏が参加し、現分祠長自ら護摩木を護摩壇に投げ入れる。通常は水に人形を流す事が多い夏越祓の際にも柴灯護摩が行われ、火でも祓いが行われている。

## 祭事
- 月次祭（毎月1日正午）
- 感謝祭（毎月15日正午）
- 1月1日：歳旦祭
- 2月3日：節分祭（並年）
- 4月14 - 16日：春季例大祭・大護摩祭・渡御・稚児行列
- 6月6日：罔象女大神御祭
- 6月30日：大祓式・茅輪くぐり神事
- 10月14 - 16日：秋季例大祭・大護摩祭・えんむすび市

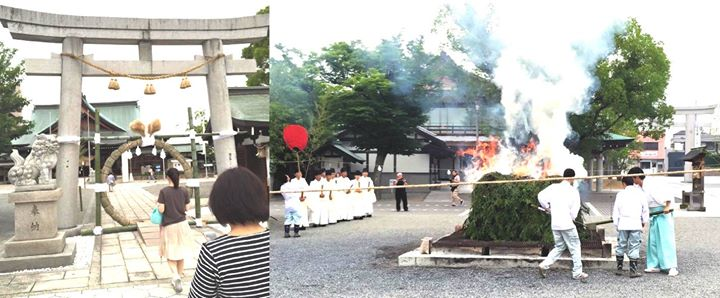
大阪分祠の夏越祓。茅の輪くぐりと柴燈護摩ーー火による浄化

- 12月31日：大祓式・除夜祭大阪分祠の夏越祓。茅の輪くぐりと柴燈護摩ーー火による浄化

## アクセス
南海高野線初芝駅徒歩15分

## その他
- 島根のご本社では20時まで参拝が可能であるが、大阪分祠では夜間の参拝は行われていない。
- ご朱印帳への記帳は、大阪分祠では実施していない。
- 御札は紙札500円、剣形の木札・御幣札1000円であるが、紙札が神宮大麻や出雲大社御玉串などの一般的なお札の高さ＝8寸（24.2cm）の縦1.5倍・横2倍はあり、通常の神棚の社には折らない限りは収まらないので、注意が必要である。